# Mosteiro de Chalépa
O Mosteiro de Chalépa ou de Halépa (em grego: Μονή Χαλέπα; romaniz.: Moní Chalépa) é um mosteiro veneziano da unidade regional de Retimno localizado a 46 km de Retimno, Creta, Grécia. Durante sua história (1676–1740; 1791 e 1850) o mosteiro tornou-se estauropégico, ou seja, diretamente dependente ao patriarcado ortodoxo. Graças à sua estratégica localização e sua autonomia econômica, durante a dominação otomana o mosteiro foi palco de várias batalhas contra os turcos.
A igreja principal do complexo é uma basílica com duas naves e sem cúpula dedicada à Transfiguração do Salvador e ao Nascimento de Cristo. Próximo à igreja está localizada uma fonte veneziana erigida em 1759 pelo abade Maximos Vergitsis. O entorno do mosteiro é dominado por vinhas, oliveiras e florestas de carvalhos. A 300 metros do mosteiro está localizada a igreja de Agia Marina, uma igreja bizantina composta por arcos e afrescos, alguns destes produzidos sobre relevos; encima da porta da entrada está localizado um melão em relevo. A igreja ostenta o brasão da família Calérges, o que possivelmente sugere que a região havia sido um feudo destes nobres.

## História
Foi mencionado pela primeira vez em 1555, em um documento notarial. Em 1646, quando os turcos conquistaram a parte ocidental de Creta chegaram à região de Milopótamos e destruíram seus mosteiros; foi reconstruído em sua atual posição por Jeremias Sgouros em 1783, tornando-se uma dependência do mosteiro de Vosáco.
Em 1821 o abade Nestor Kokkinidis participa da revolução contra a dominação turca e, como consequência, o mosteiro foi saqueado e os túmulos dos monges foram destruídos; em 1822 quando o exército de 15 000 soldados do turco Paxá Hassan estava estacionado nos campos do mosteiro, ele foi surpreendido por homens dos vilarejos vizinhos que causaram grandes baixas ao exército; como represália, Hassan assassinou os monges locais.
Entre os anos de 1831 e 1841, Nestor Kokkinidis faz a restauração do mosteiro. No contexto da revolução de 1866-1869, mais precisamente em 1867, quando as forças de Omer Paxá e Resit Paxá lutavam em Milopótamos para a dominação da região, Halepa foi novamente destruído; as forças turcas foram rechaçadas e a região tornou-se uma dependência grega. A partir de 1873 o mosteiro passou por graves problemas financeiros, o que fez com que passasse novamente a ser dependente do mosteiro de Vosáco. Em 1935 é declarado tombado e é acrescentado ao mosteiro de Dióscori. Entre 1997 e 2000 o mosteiro é reconstruído.